# Terebripora varians
Terebripora varians is een mosdiertjessoort uit de familie van de Terebriporidae. De wetenschappelijke naam van de soort is voor het eerst geldig gepubliceerd in 1969 door Soule & Soule.